# تنهام بذار (ترانه ورونیکاس)
«تنهام بذار» (به انگلیسی: Leave Me Alone) ترانه‌ای به‌نویسندگی جاش الکساندر، جسیکا اوریگلیاسو، لیسا اوریگلیاسو و بیلی اشتاینبرگ و تهیه‌کنندگی الکساندر و اشتاینبرگ که در نخستین آلبوم استودیویی ورونیکاس تحت عنوان زندگی مخفی... (۲۰۰۷) قرار دارد.